# Scuderia Siena
Scuderia Siena je nekdanje italijansko dirkaško moštvo, ki je nastopalo na dirkah za Veliko nagrado med sezonama 1933 in 1934, ustanovil ga je dirkač Eugenio Siena. Moštveni dirkači, Siena, Tazio Nuvolari, Luigi Soffietti, Giovanni Minozzi, Giuseppe Tuffanelli, Raymond Sommer in Alberto dell´Orto, ki so dirkali z dirkalniki Maserati 8CM in Alfa Romeo Monza, so skupno nastopili na osemindvajsetih dirkah, na katerih so dosegli dve uvrstitvi na stopničke. Prvo sta skupaj dosegla Siena in Nuvolari z drugim mestom na dirki Mille Miglia 1934, drugo pa Soffietti s tretjim mestom na dirki za Veliko nagrado Alžirije 1934 prav na zadnji dirki za moštvo.